# Caldwell Esselstyn
Caldwell Blackman Esselstyn, född 12 december 1933 i New York, är en amerikansk före detta roddare.
Esselstyn blev olympisk guldmedaljör i åtta med styrman vid sommarspelen 1956 i Melbourne.